# Polisväsen i Europa
Denna artikel beskriver polis i olika länder i Europa.

## Andorra
Andorra har en statlig poliskår, Cos de Policia d’Andorra. Det fanns 1997 153 poliser i Andorra. Polisen leds av en polisdirektion utnämnd av regeringen. Under direktionen lyder fyra avdelningar: kriminalpolisen, ordningspolisen (med närpolis och polisens ledningscentral), teknisk-administrativ avdelning samt gräns- och trafikpolisen. Sex funktionella insatsstyrkor med personal från de fyra avdelningarna ingriper vid extrema situationer: Personskyddsgrupp, ammunitionsröjningsgrupp, piketgrupp, katastrofgrupp, hundgrupp samt alpin grupp.
Se även: Polisens grader i Andorra
Extern länk
- Cos de Policia d’Andorra

## Belgien
Belgien har sedan 2001 en lokalt organiserad statlig polis, Police locale/Lokale Politie som verkar inom 196 poliszoner. Femtio av dessa poliszoner består av en kommun medan 146 består av flera. I varje poliszon finns en polisstyrelse med representanter för zonens kommuner. År 2006 fanns det 28 550 lokala poliser i Belgien. Det finns dessutom en central statlig polismyndighet, Police fédérale/Federale Politie. Den federala ordningspolisen ansvarar för trafikövervakning på motorvägarna, sjöpolis, flygplatspolis, gränspolis och eskortpolis samt också för den beridna högvakten - L'Escorte Royale à cheval. Den federala kriminalpolisen har ansvar för utredning och brottsbekämpning av riksomfattande art.
Extern länk
- Politie Police

## Danmark

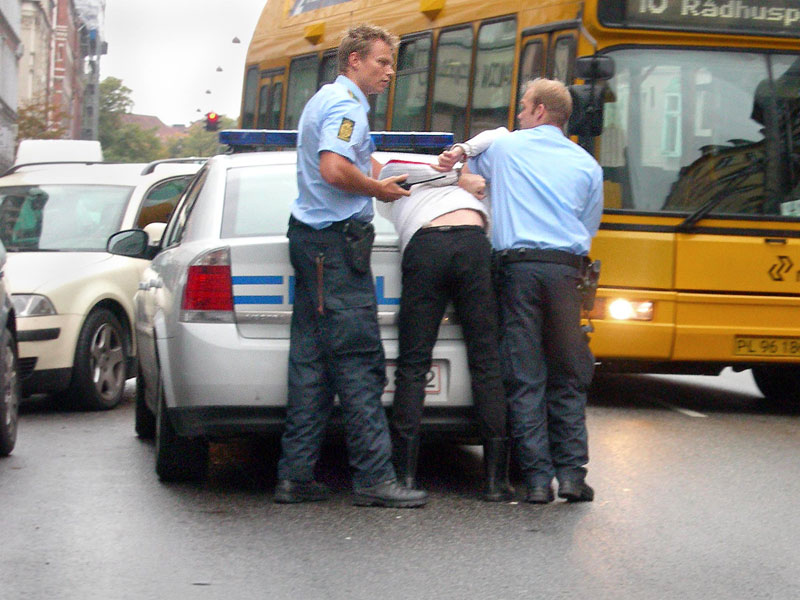
Dansk polis griper en misstänkt.

Danmark har en enhetlig, lokalt organiserad, statlig polis, som samtidigt är åklagarmyndighet. Som åklagarmyndighet är polisen underställd riksadvokaten (riksåklagaren) och statsadvokaterna (statsåklagare). Polisverksamheten utövas huvudsakligen inom ramen för poliskretsarna (polisdistrikten). Genom polisreformen 2006 ombildades de tidigare 54 poliskretsarna under polismästare, till 12 poliskretsar under polisdirektörer. År 2006 hade den danska polisen ca 15 000 anställda. Av dessa var 640 polisjurister, 9 500 poliser, 1 240 poliser under utbildning, 2 200 civilanställda administratörer och 1400 civilanställda tekniker.
Se även: Polisens grader i Danmark
Extern länk
- Politi

## Estland

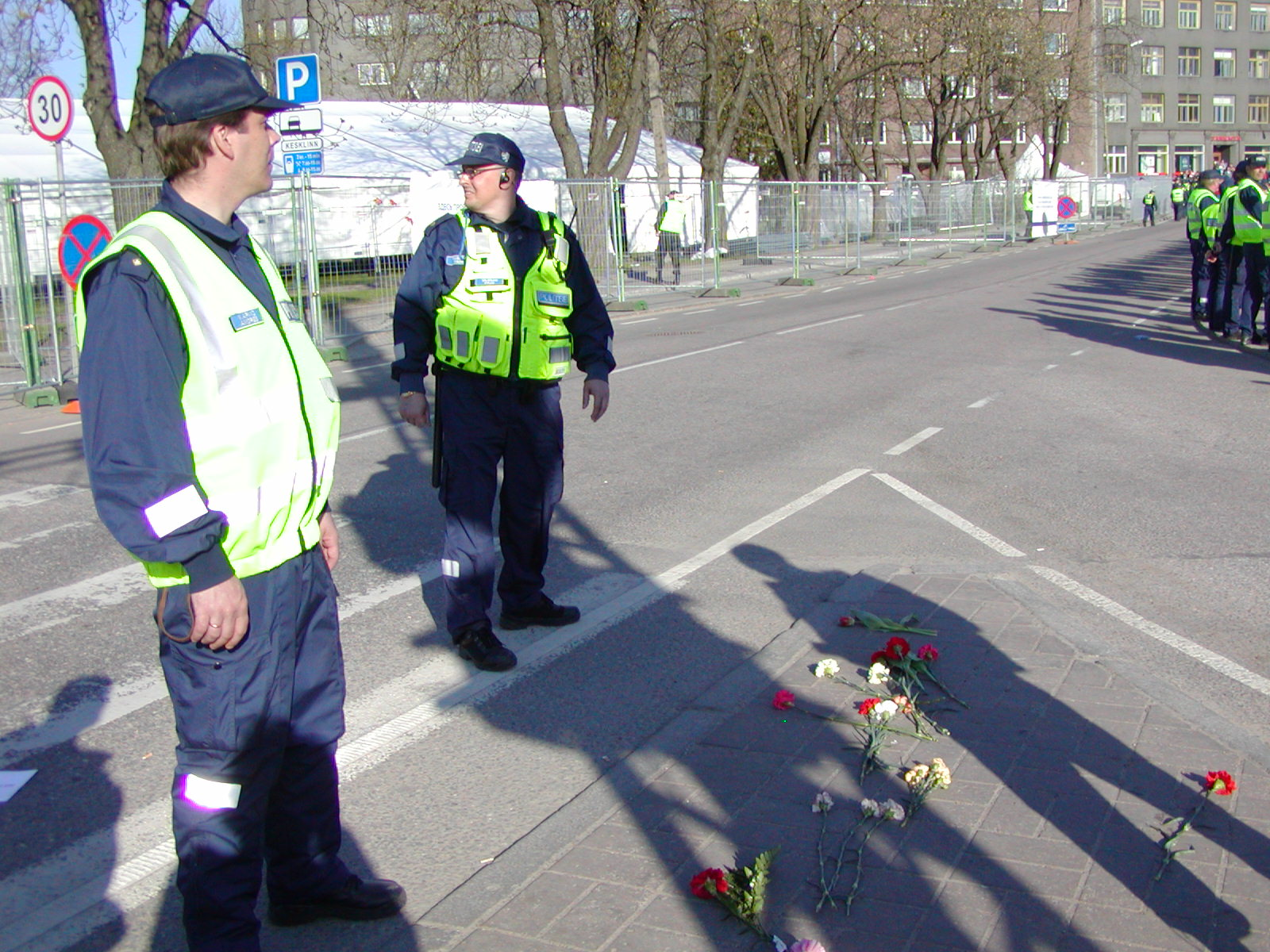
Estnisk polis vid demonstrationsövervakning

Estland har en enhetlig, centralt organiserad, statlig polis under Inrikesministeriet. Under en rikspolisstyrelse lyder fyra polisprefekturer och tre centrala polismyndigheter (centrala ordningspolisen, centralkriminalpolisen och kriminaltekniska centralen). År 2007 fanns det 3 237 poliser och 1 168 civilanställda. Gränsbevakningen - Piirivalveamet - är en militär myndighet som ansvarar för militär och polisiär gränsövervakning. I fredstid är gränsbevakningen underställd Inrikesministeriet. Gränsbevakningen består av en stab, fem gränsbevakningsdistrikt, en sjöbevakningsgrupp och en flyggrupp. Dessutom finns i Estland en separat organiserad och uniformerad säkerhetsmyndighet Kaitsepolitseiamet. Från 1 januari 2010 slås polisen, gränsbevakningen och migrationsverket samman och bildar en ny gemensam polis och gränsbevakningsmyndighet. Säkerhetspolisen förblir en egen myndighet.
Se även: Polisens grader i Estland
Extern länk
- Eesti Politsei - English

## Finland

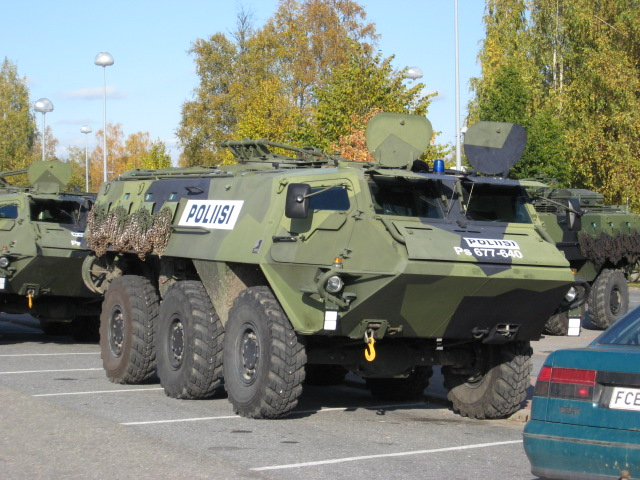
Pansarfordon från den finländska polisen.

Polisverksamheten i Finland utövas huvudsakligen av polisinrättningarna inom ramen för Finlands 90 härader. Det finns också riksomfattande enheter, som rörliga polisen, centralkriminalpolisen och skyddspolisen. En ny central förvaltningsmyndighet, polisstyrelsen, skall från 2010 svara för styrningen av polisens operativa verksamhet samt för resultatstyrningen av polisinrättningarna och polisens riksomfattande enheter. Ålands polismyndighet är en självständig enhet som lyder under Ålands landskapsregering.
Till skillnad från de flesta andra europeiska länder leds förundersökningarna i Finland av polisen. År 2003 fanns det ca 11 000 polisanställda i Finland. Av dessa var 8000 poliser och 3 000 civilanställda.
Polisväsendet sorterar under inrikesministeriet. Gränsbevakningsväsendet är en militär myndighet som ansvarar för militär och polisiär gränsövervakning. 
Se även: Polisens grader i Finland
Extern länk
- Polisen i Finland

## Frankrike
I Frankrike har två statliga poliskårer huvudansvaret för polisväsendet. Det finns dessutom kommunal polis med begränsade befogenheter i många kommuner.

## Irland
Irland har en enhetlig, centralt organiserad, statlig polis, Garda Síochána.

## Island
Island har en enhetlig, lokalt organiserad, statlig polis, Lögreglan, som samtidigt är åklagarmyndighet. Högsta chef för den isländska polisen är Inrikesministern, som utövar sina ledningsbefogenheter genom rikspolischefen. Island är indelat i 9 polisdistrikt. Varje polisdistrikt, Höfuðborgarsvæðið, Suðurnes, Suðurland, Vestmannaeyjar, Austurland, Norðurland eystra, Norðurland vestra, Västfjordarna och Västlandet leds av polismästare. Polisens valspråk är með lögum skal land byggja - land skall med lag byggas.
Se även: Polisens grader på Island
Extern länk
- Lögreglan

## Italien
Det italienska polisväsendet är organiserat på statlig, regional, provinsiell och lokal nivå. Huvudansvaret för polisväsendet åvilar de statliga poliskårerna.

## Jersey

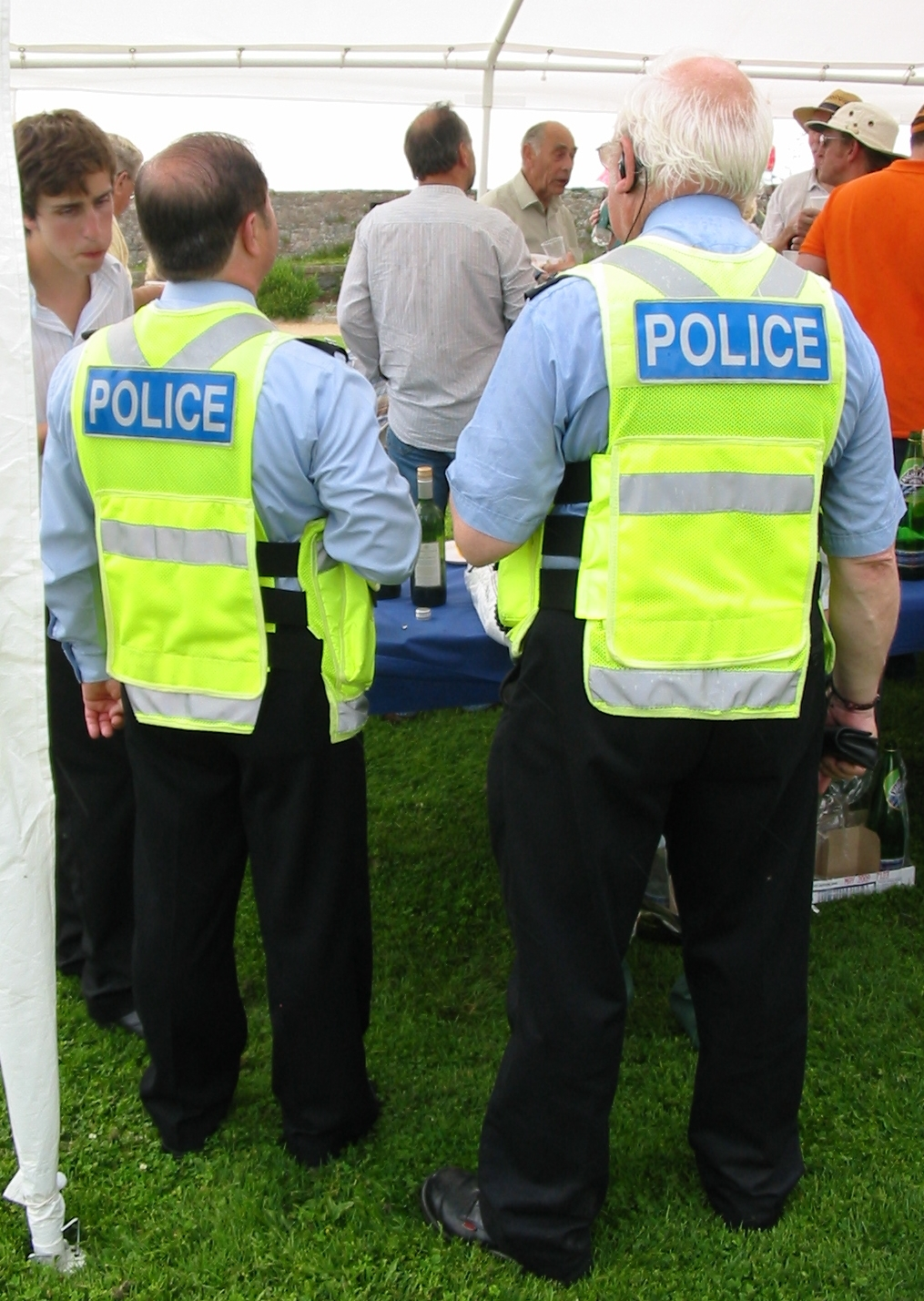
Honorary police på Jersey 2007.

Polisen på Jersey består dels av States of Jersey Police, en modern yrkespoliskår av brittisk typ, dels av Honorary Police, med valda polismän i varje kommun, ett arv från medeltiden då polisverksamheten över hela Europa var ett menighetsbestyr. States of Jersey Police är en självständig polismyndighet, oberoende av den brittiska polisen, och bara underställd Jerseys självstyrelseorgan. Den leds av en Chief Officer och består av ca 240 poliser.
I var och en av öns 12 kommuner finns en Honorary Police, som består av oavlönade poliser, kallade Centeniers, Vingteniers och Constable's Officers. Smärre förseelser utreds enbart av denna polis. States of Jersey Police utreder grövre brott, men kan själva inte framföra en brottsanklagelse mot en misstänkt person eller väcka åtal, utan det kan endast ske av en Centenier. Honorary Police väljs för en treårsperiod. En Centenier väljs i allmänna val och fungerar som förundersökningsledare vid smärre brott och som åklagare. En Vingtenier väljs av kommunfullmäktige för varje kommunalt distrikt (vingtaine). Constable's Officers väljs också av kommunfullmäktige och biträder med polisverksamheten i varje vingtaine.

## Kosovo
Polisväsendet i Kosovo bildades år 1999 av Förenta Nationernas uppdrag i Kosovo, UNMIK då den fick namnet Kosovo Police Service (Albanska: Shërbimi Policor i Kosovës). Polishögskolan i Kosovo ligger i staden Vučitrn, där nya poliser utbildas. Polisstyrkan i Kosovo har idag cirka 9000 anställda och består av flera enheter, bland annat Hundenheten, Motorcykelenheten, Speciella utryckningsenheter, narkotikaenheten osv. Av dessa 9000 anställda är cirka 85% etniska albaner, 15% är etniska serber och andra etniska minoriteter, man försöker bilda en så mångkulturell poliskår som det går.

## Lettland
Polisväsendet i Lettland består av en enhetlig och centralt organiserad statspolis, en säkerhetspolis samt gränsbevakningen. Dessa tre myndigheter är underställda inrikesministeriet. 
Statspolisen består av centralkriminalpolisen, centrala ordningspolisen, kriminaltekniska centralen och säkerhetsavdelningen samt 28 polisdistrikt. Säkerhetspolisen ansvarar förutom för statens säkerhet även för att bekämpa organiserad brottslighet, korruption, falskmyntning, narkotikasmuggling och illegal vapenhandel.
Vid sidan av det statliga polisväsendet har många kommuner börjat etablera en kommunal polis.
Extern länk
- Valsts policija

## Liechtenstein
Liechtenstein har en statlig poliskår, Landespolizei Fürstentum Liechtenstein, med 83 poliser och 27 civilanställda år 2008. Det fanns år 2008 dessutom kommunal polis med begränsade befogenheter i åtta av landets elva kommuner. Den grundläggande polisutbildningen genomförs vid den schweiziska polisskolan i Amriswil.
Extern länk
- Landespolizei

## Litauen

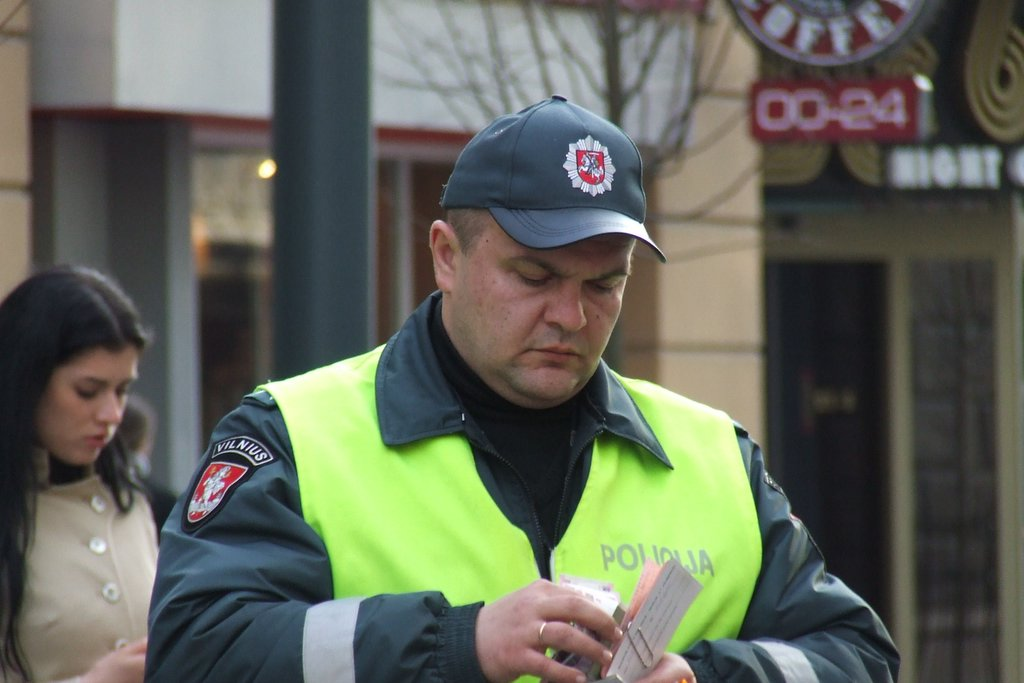
Polis i Vilnius 2006.

Litauen har en enhetlig och centralt organiserad statspolis som lyder under Inrikesministeriets polisavdelning. Statspolisen består av centralkriminalpolisen, trafikpolisen, kriminaltekniska centralen, vittnesskyddspolisen, antiterroriststyrkan "ARAS" och insatsstyrkan "VYTIS" samt 10 länspoliscentraler och 49 lokalpolisområden. Andra polisiära organ är Finansbrottsmyndigheten (FNTT), Gränsbevakningen (VSAT), Tullkriminalen (MKT), Antikorruptionsmyndigheten (STT), Statssäkerhetstjänsten (VSD) och Militärpolisen.
Extern länk
- Policijos departementas

## Luxemburg
Polisen i Luxemburg, Police Grand-Ducale, bildades 2000 genom en sammanslagning av gendarmeriet och polisen. Polisen lyder under justitieministeriet och myndighetschef är en generaldirektör. Det finns sex centrala polisenheter: centrala kriminalpolisen, flygplatspolisen, centrala trafikpolisen, insatsstyrkan, centrala ordningspolisen och polisskolan. Sex polisdistrikt har sex primära och sju sekundära utryckningscentraler. Under polisdistrikten lyder också 49 närpolisstationer. I varje distrikt finns det också lokal trafikpolis, lokal kriminalpolis samt enheter för miljöskydd och näringsfrihet samt för infiltration.
Polisens generalinspektion är en från polisen oberoende och fristående myndighet med uppgift att övervaka polisen samt utreda brott begångna av poliser.
Extern länk
Police Grand-Ducale

## Monaco
Huvudansvaret för att upprätthålla ordning och säkerhet i Monaco har den statliga polisen, Sûreté Publique. Den består av kriminalpolis, ordningspolis, hamn- och flygplatspolis samt utlänningspolis. Compagnie des Carabiniers du Prince har ansvaret för ordning och säkerhet vid det furstliga palatset. Staden Monaco har också en kommunal polis med 32 anställda, som ansvarar för parkeringsövervakning, ordningshållning i de offentliga parkerna, justering av näringsidkares mått och vikt samt utfärdar tillstånd att utnyttja gatumark för demonstrationer, evenemang och näringsverksamhet.
Extern länk
- Sûreté Publique

## Nederländerna
Nederländerna har en regionalt organiserad statlig polis. Polisverksamheten utövas inom ramen för 25 regionala polismyndigheter. Det finns också en tjugosjätte, central, polismyndighet med nationellt ansvar (Korps landelijke politiediensten). Det finns också en mindre paramilitär poliskår, Koninklijke Marechausse.

## Norge

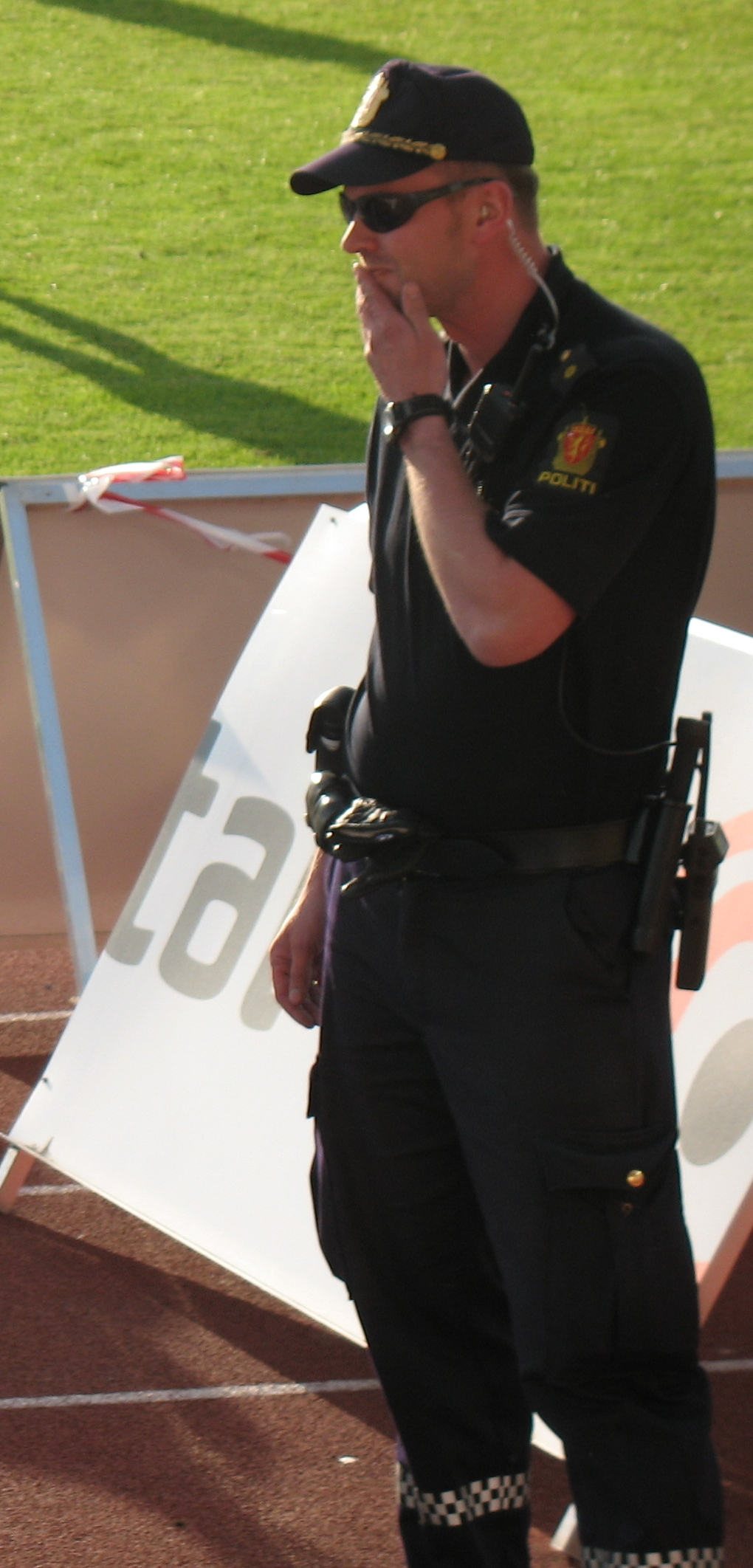
Norsk polisman.

Norge har en enhetlig, regionalt organiserad, statlig polis, som samtidigt är åklagarmyndighet. Polisverksamheten utövas huvudsakligen inom ramen för 27 polisdistrikt. Under polisdistrikten finns det sammanlagt 71 polisstationer. Polisdistrikten är indelade i sammanlagt 303 länsmansdistrikt. År 2006 fanns det ca 12 000 polisanställda i Norge. Polisen i Norge är en av de få poliskårer i världen som i huvudsak uppträder obeväpnad, deras vapen förvaras på polisstationen eller i plomberad ask i polisbilen.

## Portugal

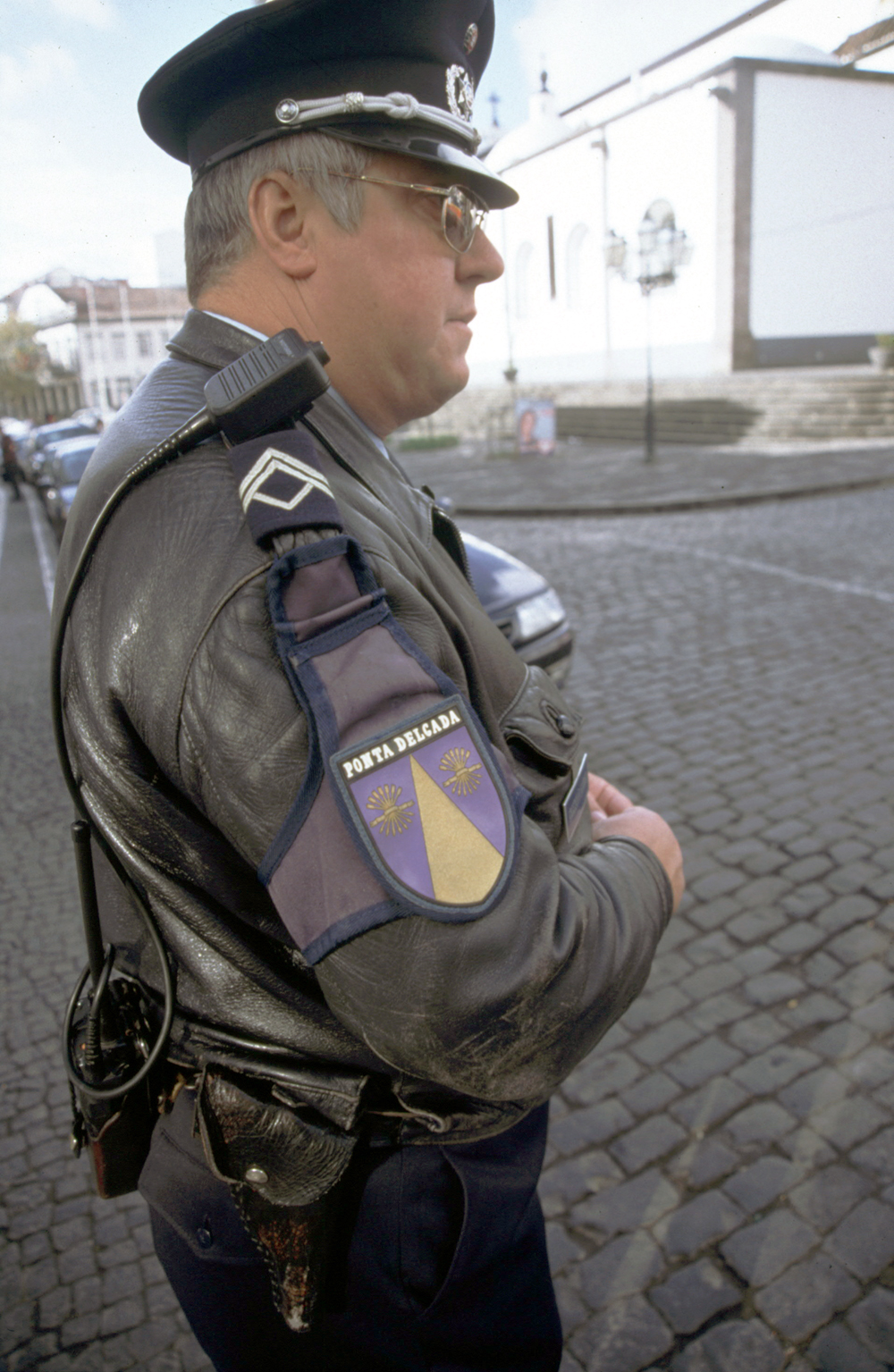
Portugisisk polisman från Polícia de Segurança Pública.

Portugal har tre statliga poliskårer. Det finns dessutom kommunal polis med begränsade befogenheter.
- Guarda Nacional Republicana, Portugals paramilitära poliskår.
- Polícia de Segurança Pública, Portugals civila statliga polis.
- Polícia Judiciária, Portugals centrala statliga kriminal- och säkerhetspolis.

## San Marino
San Marino har två statliga poliskårer, Corpo della Gendarmeria, en paramilitär poliskår, och Polizia Civile, den civila statliga polisen.
Externa länkar
- Gendarmeria
- Polizia Civile

## Schweiz
Det schweiziska polisväsendet är organiserat på federal, kantonal och kommunal nivå.  Huvudansvaret för polisväsendet tillkommer de 23 kantonala poliskårerna, utom i de större städerna, framförallt Bern, Zürich och Lausanne där det vilar på den kommunala stadspolisen. Den federala polisen, Bundesamt für Polizei, har viktiga, men begränsade, uppgifter inom kriminal- och säkerhetspolisen. Förslag om att upprätta en federal ordningspolis avvisades av de schweiziska väljarna 1978. Polisen i Schweiz har ca 15 000 poliser och ca 3 000 civilanställda, vilket enligt Organisationen för säkerhet och samarbete i Europa gör det till en av Europas minst polistäta länder i förhållande till folkmängden.
Extern länk
- Bundesamt für Polizei

## Slovakien
Slovakien har en centralt organiserad statspolis. Statspolischef är en polispresident underställd inrikesministern. Statspolisen är sedan 2004 organiserad i åtta polisregioner och 41 polisdistrikt. Andra polisiära myndigheter är järnvägspolisen under trafikministeriet, militärpolisen under försvarsminiseriet, tullpolisen under finansministeriet och fängelse- och domstolspolisen under justitieministeriet.
Det finns också en kommunal polis med begränsade befogenheter i vissa kommuner.

## Slovenien
Slovenien har en centralt organiserad statspolis. Statspolischef är en generaldirektör underställd inrikesministern. Polisen är organiserad i 11 territoriella polisdirektioner (polisdistrikt).

## Spanien
Det spanska polisväsendet är organiserat på tre nivåer, nationellt, regionalt och kommunalt. Huvudansvaret för polisväsendet åvilar de nationella poliskårerna. Vissa av de autonoma regionerna har dock regionala poliskårer med stora befogenheter. Den kommunala polisen har begränsade uppgifter.

## Storbritannien

Storbritannien har ett polisväsende med regionala självständiga poliskårer vilka inte står i ett direkt lydnadsförhållande till centrala ämbetsverk eller statsdepartement, utan endast är ansvariga inför den regionala polismyndigheten. Det politiska ansvaret för polisen i England och Wales åvilar Storbritanniens inrikesministerium medan polisen i Skottland är det den skotska regeringen (Scottish Executive) som har ansvaret. Poliskårerna övervakas av två centrala myndigheter, HM Inspectorate of Constabulary för England och Wales och HM Inspectorate of Constabulary for Scotland.
Det fanns 43 poliskårer i England och Wales år 2008, med 140 500 poliser, 75 000 civilanställda och 13 400 Police Community Support Officers (PCSO). Det finns dessutom över 14 000 frivilliga reservpoliser (Special Constables). En PCSO är en hjälppolis med begränsade befogenheter. Det fanns åtta poliskårer i Skottland år 2008 som 2005 hade 16 164 poliser, 7 030 civilanställda och 1 196 reservpoliser. Dessutom finns det åtta icke-regionala poliskårer, British Transport Police, Central Motorway Policing Group, Civil Nuclear Constabulary, Ministry of Defence Police, Port of Dover Police, Port of Liverpool Police, The National Crime Squad och Scottish Drug Enforcement Agency. Den 1 april 2006 bildades Serious Organised Crime Agency (SOCA), som är en central myndighet under inrikesministeriet, inriktad mot att bekämpa grov organiserad brottslighet, framförallt narkotikahandel, flyktingsmuggling och grova bedrägerier. SOCA ersattes i oktober 2013 av National Crime Agency, NCA.
Polisen i Storbritannien är en av de få poliskårer i världen som i huvudsak uppträder obeväpnad. Detta gäller dock inte Nordirland, där polisen regelmässigt är beväpnad i självförsvarssyfte.

## Sverige

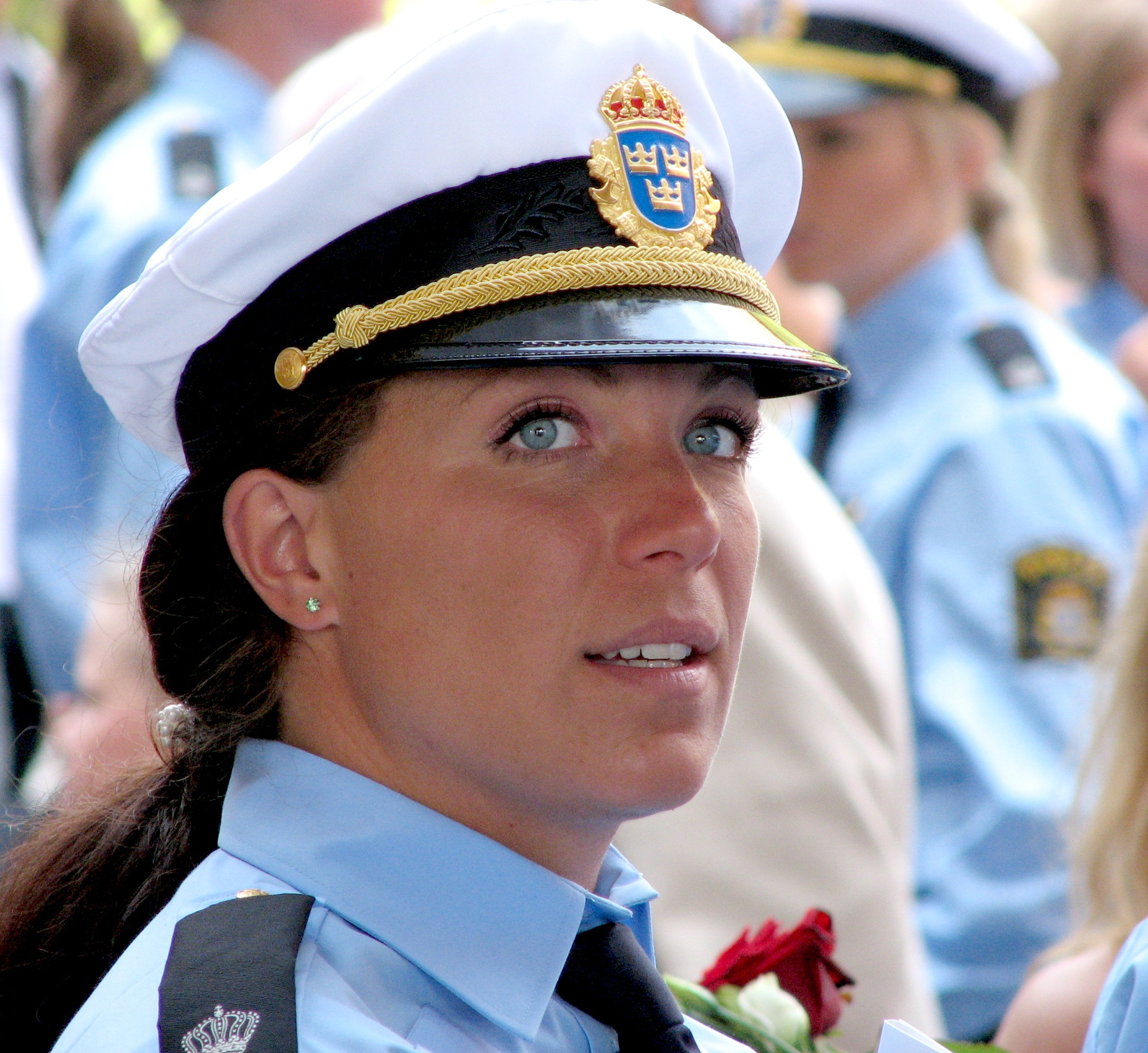
Svensk polisaspirant

Polisverksamheten utövas sedan den 1 januari 2015 i 7 polisregioner inom en och samma polismyndighet. Vid sidan av den vanliga polisen finns också Säkerhetspolisen som har som uppgift att skydda staten Sverige samt demokratin samt att förse olika nyckelpersoner med skydd. Totalt finns det 27 000 anställda inom Polisen varav 20 000 är poliser. Se även Ekobrottsmyndigheten och Riksenheten mot korruption. 
Extern länk: Polisen

## Tjeckien

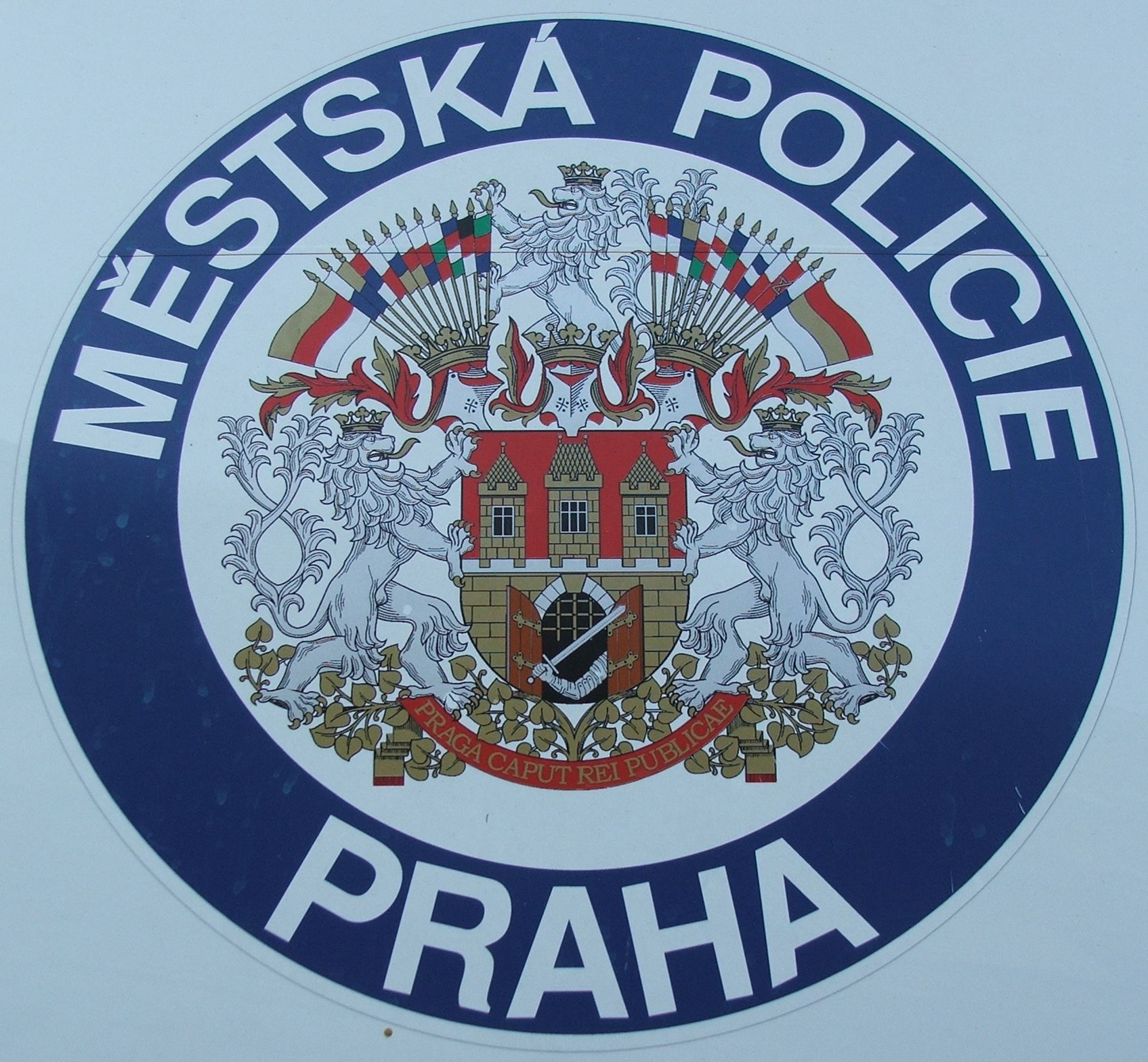

Tjeckien har en enhetlig, centralt organiserad, statspolis. Den statliga polisen är organiserad i åtta polisregioner och 86 polisdistrikt som överensstämmer med landets civila territoriella indelning. Personalen består av ca 50 000 poliser och ca 12 000 civilanställda.
Rikspolischef är en polispresident. Under honom lyder polisens centrala ledning med underställda centrala polisorgan såsom nationell insatsstyrka, central kriminalpolis, finanspolis, avdelning för bekämpning av organiserad brottslighet, central narkotikapolis och central kriminalteknisk verksamhet. Under polisdistrikten lyder cirka 600 polisstationer, ett tiotal järnvägspolisavdelningar, ett tiotal trafikpolisavdelningar och fyra flodpolisavdelningar.
Vid sidan av den statliga polisen har många kommuner en kommunal polis med begränsade befogenheter för trafikövervakning och ordningshållning.
Extern länk: Policie ČR

## Tyskland

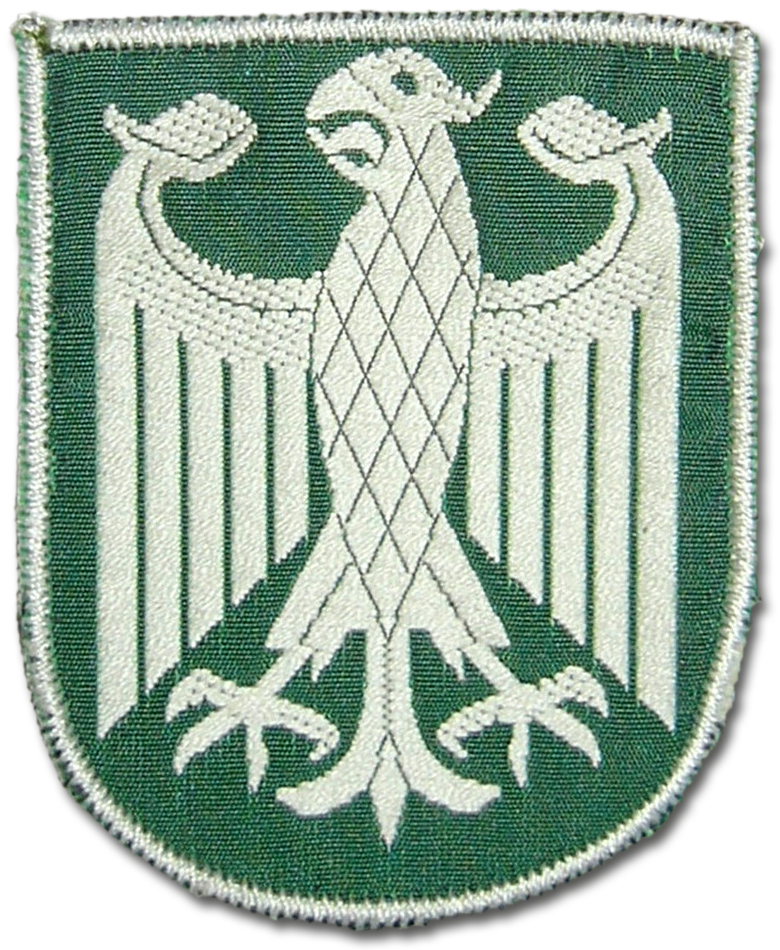

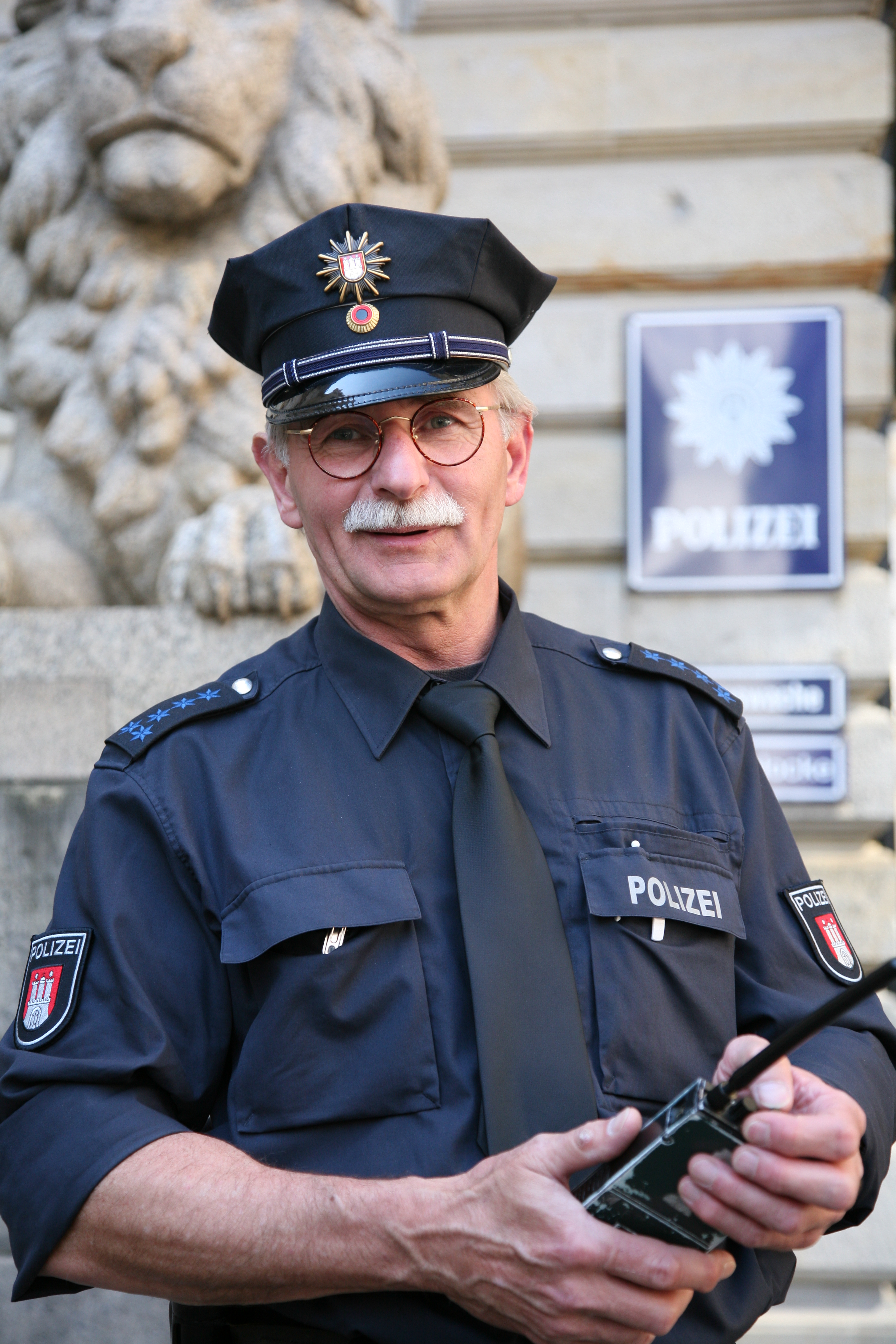
Delstatspolis från Hamburg i den nya blå tyska polisuniformen.

Tyskland har ett polisväsende som är organiserat på både federal och delstatlig nivå. 
Det finns tre federala polismyndigheter: den federala kriminalpolisen Bundeskriminalamt, den federala ordningspolisen Bundespolizei (tidigare Bundesgrenzschutz) samt Polizei beim Deutschen Bundestag som är det tyska parlamentets egen poliskår. Den delstatliga polisen är en enhetlig, regionalt organiserad, statlig polis. Dessutom har viss kommunal ordningspolis börjat tillkomma, med mycket begränsade befogenheter.
Extern länk: Portal der Polizei der Länder

## Vatikanstaten
Ansvaret för allmän ordning och säkerhet i  Vatikanstaten åvilar Vatikanstatens gendarmeri (Corpo della Gendarmeria dello Stato della Città del Vaticano) tillsammans med Schweizergardet och ett särskilt kommando från den italienska statspolisen (Ispettorato di pubblica sicurezza presso il Vaticano).

## Åland
Ålands polismyndighet är en självständig åländsk myndighet som i enlighet med den finländska självstyrelselagen är oberoende av polisen i Finland. Dock verkar också den finska centralkriminalpolisen och skyddspolisen på Åland.

## Österrike
I Österrike gör man en tydlig förvaltningsrättslig boskillnad mellan polismyndigheterna som juridiskt beslutande instanser - Sicherheitsbehörde - och poliskårerna som operativa organisationer - Exekutivorgane. 
Polismyndigheter är inrikesministeriet och - efter sammanslagningen av polisen och gendarmeriet - nio Landespolizeikommandon (en för varje delstat) samt länsstyrelserna. Poliskårer är den federala polisen - Bundespolizei - och de kommunala poliskårerna i de 48 kommuner som har en egen kommunal polis , samt polisjuristerna (polismyndigheternas ämbetsmän) i den mån de direkt utövar polisiära befogenheter gentemot allmänheten. 
Tidigare fanns det tre federala poliskårer, Bundesgendarmerie (gendarmeriet), Bundessicherheitswachekorps (civila polisen) och Kriminalbeamtenkorps (kriminalpolisen), men de bildar sedan 2005 en gemensam kår. År 2006 fanns det ca 20 000 poliser i Österrike.